# 古地磁気学
古地磁気学（こちじきがく、英語: paleomagnetism）とは、岩石などに残留磁化（残留磁気）として記録されている過去の地球磁場（地磁気）を分析する地質学・地球物理学の一分野。火山岩や堆積岩には、それができた時代・場所の地球磁場の情報が残留磁化として記録されており、残留磁化を分析することで、地磁気の逆転や大陸移動の様子などを調べることができる。

## 概要
磁化獲得時の水平面が独立に推定できる場合、残留磁化の方向から磁化獲得時の伏角と偏角が得られる。磁化獲得時の偏角からは極の方角、磁化獲得時の伏角からは緯度と地磁気の極性がわかる。またこれらから、極に対する相対運動の量を記述できる。残留磁化の強度は基本的に磁化獲得時の磁場強度に比例するので（ただし磁場強度以外にも寄与する条件が多い）、適当な条件が整えば残留磁化を獲得した時代・場所の地球磁場強度やその変化が得られる。地球磁場が地軸に平行な地心双極子の作る磁場に近似できるという仮定の元、残留磁化獲得時の伏角とあわせる事で当時の地芯双極子モーメントの強度を推定できる。

## 注意点
- 当初は火成岩に対してしか使えなかった。しかし、1950年代に磁力計の感度が大きく向上し、堆積岩にも使えるようになった。また、洋上での地磁気観測から、深海底（ほぼ全てが玄武岩）の磁化を推定できるようにもなった。
- わかるのは厳密には極ではなく磁極である。ただし、磁極と極は過去においても大きくは違わないと考えられ、また、数千年以上の時間スケールで均せば、磁極の分布の中心は極に一致すると考えられている。
- 磁化獲得時の伏角と偏角を得るためには当時の水平面を推定する必要がある。

## 古地磁気学によりわかったこと
- 地磁気逆転
- 極移動
- 大陸移動説　- プレートテクトニクス